# وهم‌گرایی

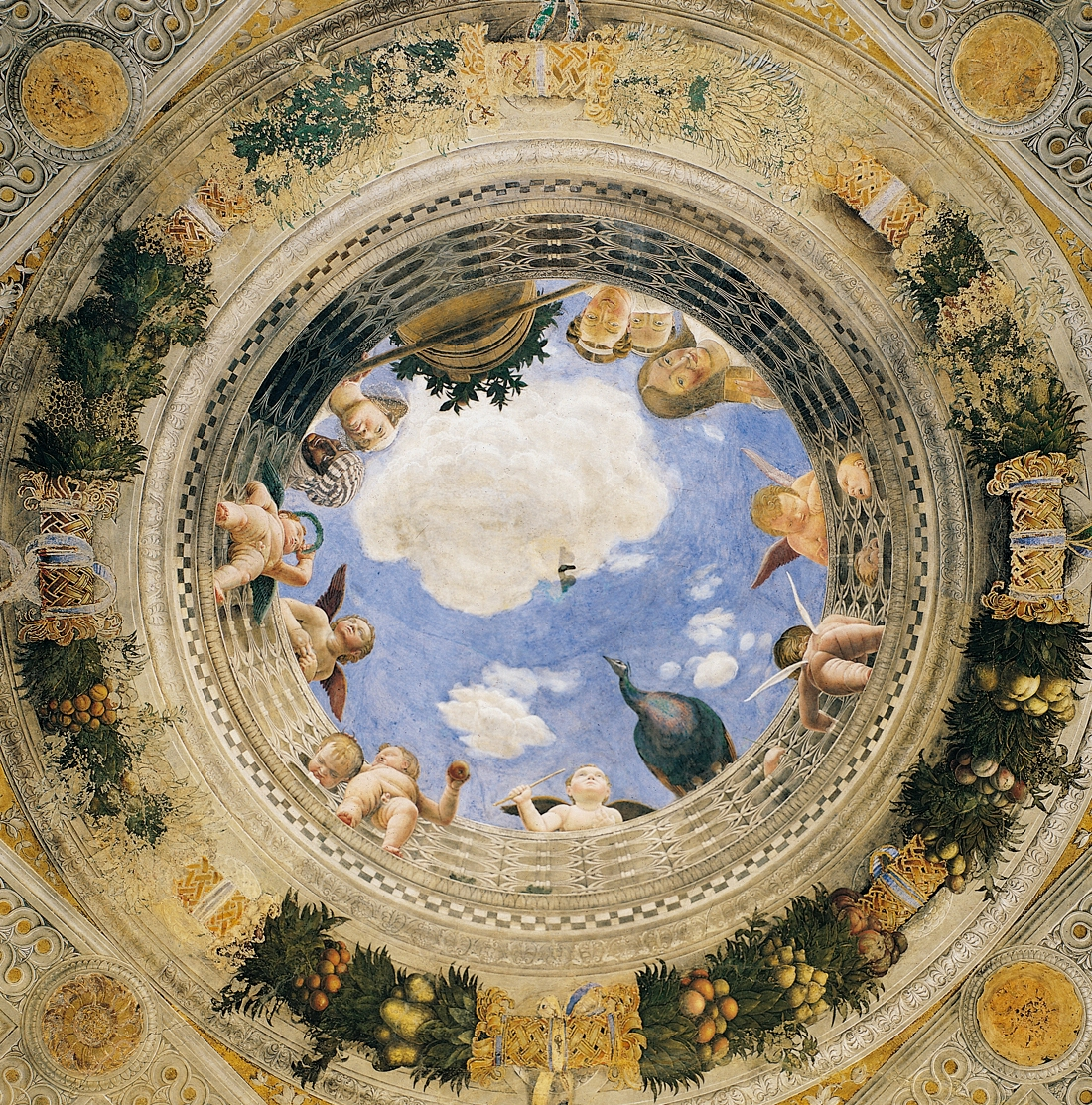
اتاق عروسان، کاخ گونزاگا، مانتوا، ایتالیا، کشیده شده توسط آندرئا مانتنیا

وهم‌نمایی یا حقهٔ هنری (به ایتالیایی: Illusionism) در تاریخ هنر به معنی یک سنت هنری است که هنرمند برای ایجاد و به اشتراک گذاشتن یک فضای فیزیکی دست به خلق اثر هنری خود می‌زند و به طور گسترده‌تر به معنی تلاش برای ایجاد یک فضای سه بعدی و فیزیکی واقعی در یک فضای دو بعدی است. کلمه واقع‌گرایی می‌تواند در این کلمه استفاده شوداما در دیگر شاخه‌های هنری به معانی دیگری به کار می‌رود. توسعه فضای فیزیکی به طرز واقعی یا رئالیسم با استفاده از عناصر بصری، سابقه بسیار طولانی در هنر دارد و این عناصر، کالبدشناسی دقیق از بدن انسان و حیوان، پرسپکتیو، تناسبات فاصله هاو اثرات دقیق نور بر رنگ را شامل می‌شوند.

## خطای باصره

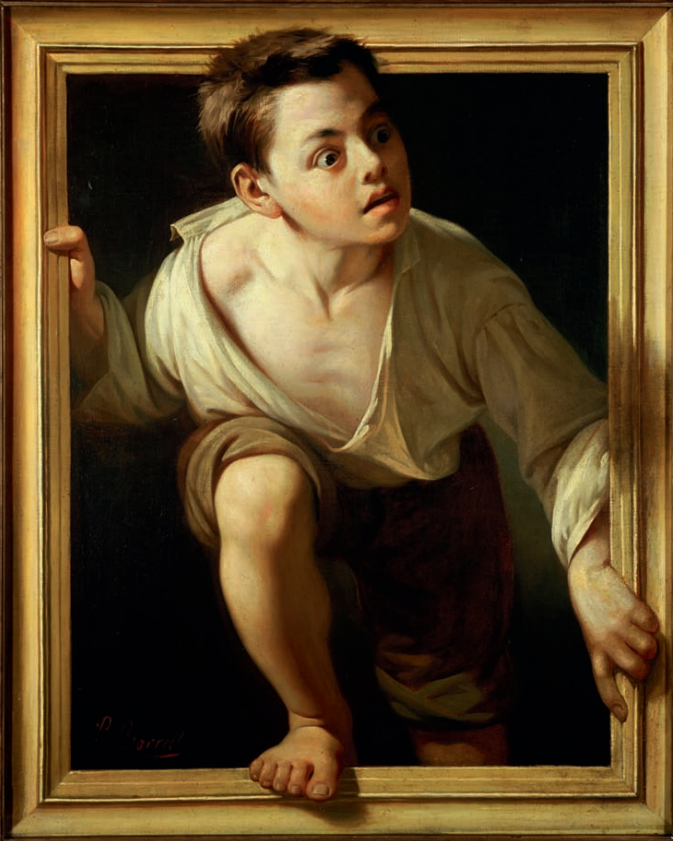
فرار از نقد ،رنگ و روغن روی بوم، کشیده شده توسط پرل بورل،1874

خطای باصره (به فرانسوی: trompe l'oeil) شاخه‌ای از وهم‌گرایی، به معنی فریب چشم است. به طور ساده میتوان گفت وقتی یک تابلو به گونه‌ای باشد که چشم مخاطب احساس کند که آن تابلو واقعی است و در کنار او حضور دارد،فریب چشم اتفاق میوفتد.این اصطلاح اغلب برای نقاشیهای بی جان یا سایر آثاری که در فضای کوچکتر خلق شده اند کاربرد دارد. 

## عمق نمایی معماری نما
عمق نمایی معماری نما یا Quadratura اشاره به فریب در یک مقیاس بزرگتر دارد که در آن نقاشی یا فرسکو یا بنا باهم آمیخته میشود هنرمند با تقلید یک بنا به این تکنیک دست پیدا میکند و در نتیجه این تکنیک اغلب ویژه اجرا در فضای بناها میباشد. عمق نمایی از آنجایی که نقاشی مسطح است و دو بعد دارد و دنیای واقعی سه بعدی است؛ هنرمندان روشهایی همچون پرسپکتیو به کار می‌برند تا این توهم ایجاد شود که آثار نقاشی شده واقعی هستند. یک روش ایجاد توهم سوتو اینسو (به ایتالیایی: sotto in sù) است و به معنی از بالا به پایین می‌باشد. این روش در سقفها استفاده می‌شود و اشیاء را از زیر نشان می‌دهد، طوری که به نظر می‌رسد در بالای سر بیننده قرار دارند. مانتانیا اولین هنرمند رنسانس بود که از تزئینات وهم گرایانه برای آرایش سقف استفاده کرد.